# Diecezja Muranga
Diecezja Muranga – diecezja rzymskokatolicka  w Kenii. Powstała w 1983.

## Biskupi diecezjalni
- Bp Peter Kihara Kariuki, I.M.C. (od  2006)
- Bp Ambrogio Ravasi, I.M.C. (1981 – 2006)
- Bp Carlo Maria Cavallera, I.M.C. (1964– 1981)